# Blepharipa sugens
Blepharipa sugens är en tvåvingeart som först beskrevs av Christian Rudolph Wilhelm Wiedemann 1830.  Blepharipa sugens ingår i släktet Blepharipa och familjen parasitflugor. Inga underarter finns listade i Catalogue of Life.